# Österreichischer Frauen-Fußballcup 1977/78
Der Österreichische Frauen-Fußballcup wurde in der Saison 1977/78 unter dem Namen Frauen-Fußball-Cup, ausgerichtet vom Wiener Fußball-Verband, zum sechsten Mal ausgespielt. Den Pokal gewann zum zweiten Mal der FS Elektra Wien.

## Teilnehmende Mannschaften
Für den österreichischen Frauen-Fußballcup hätten sich anhand der Teilnahme der Liga der Saison 1977/78 folgende 6(!!) Mannschaften, die nach der Saisonplatzierung der Saison 1976/77 geordnet sind, qualifiziert. Teams, die als durchgestrichen gekennzeichnet sind, nahmen zwar an der Saison 1976/77 teil, waren in dieser Saison in der Meisterschaft nicht spielberechtigt und spielten daher nicht um den Pokal mit.
| Damenliga Ost (6) |
| --- |
| - SV Elektra Wien (W) - USC Landhaus (W) (C) - DFC Ostbahn XI (W) - SV Kagran (W) - USC Halbturn (B) - SC Drasenhofen (NÖ) - ESV Parndorf (B) - SV Aspern (W) (N) |
| Erläuterungen Länderkürzel: (B): Burgenland, (NÖ): Niederösterreich, (W): Wien                                                                                    |

| (C) | amtierender Cupsieger 1976/77    |
| (N) | Neuaufsteiger der Saison 1977/78 |

## Turnierverlauf
Es liegen keine Informationen über Ergebnisse der Cuprunden vor dem Finale vor.
Finale

Der Sieger des ersten Pokalbewerbes der Frauen wurde in einem Hin- und Rückspiel ermittelt.
| Datum        |                 | Gesamt |          | Hinspiel | Rückspiel |
| ------------ | --------------- | ------ | -------- | -------- | --------- |
| keine Angabe | FS Elektra Wien | 10:10  | LUV Graz | 5:0      | 5:1       |